# Церковь Спаса на Нередице
Це́рковь Спа́са на Нере́дице (Спас на горе́ Нере́дице, Спас-Нере́дица) — недействующий православный храм в деревне Спас-Нередицы в 1,5 км к югу от Великого Новгорода на правом берегу бывшего русла Малого Волховца, на небольшой возвышенности рядом с Рюриковым городищем.
Была освящена в честь Преображения Господня. В 1941 году разрушена немецкой артиллерией, воссоздана к 2004 году.

## История
Церковь Спаса на Нередице возведена в 1198 году при новгородском князе Ярославе Владимировиче. Традиционно считалось, что была возведена в память о двух его сыновьях — Изяславе и Ростиславе. Однако Ростислав умер 20 июня 1198 года, тогда как церковь была заложена 8 июня. Изяслав умер 9 июля.

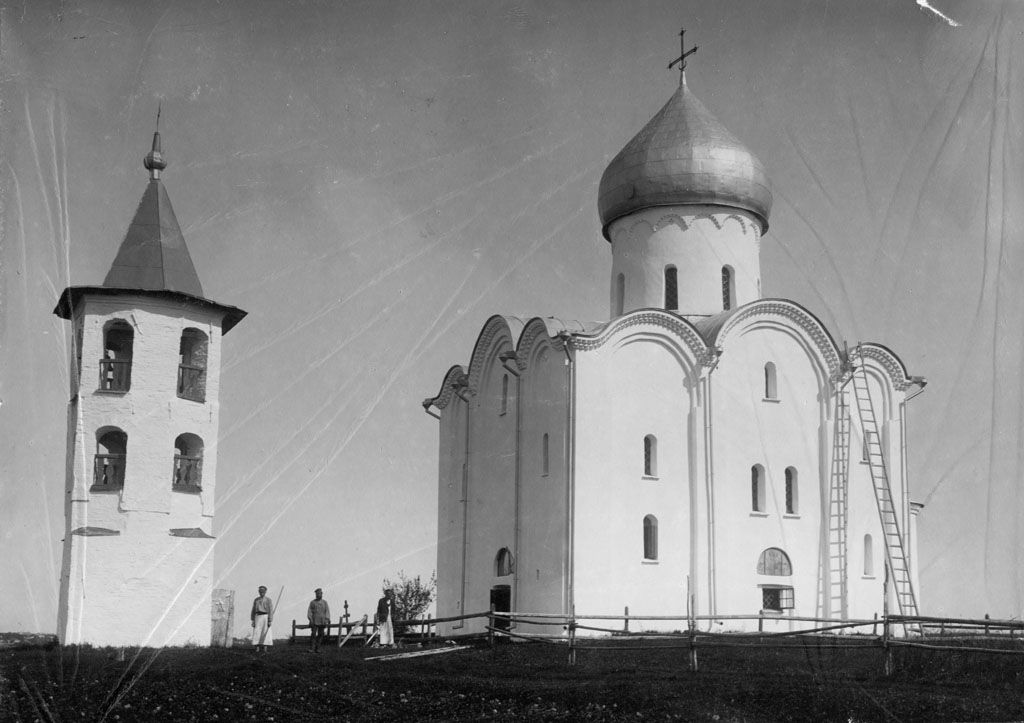
Храм и колокольня после реставрации, 1900-е гг

Храм одноглавый, кубического типа, четырёхстолпный, трёхапсидный. В 1199 году стены церкви были украшены фресками.
Название архитектурного памятника, по одной из гипотез, связано с местностью Нередицы, «прозванной так потому, что она была не в ряду города, а за чертою Словенского конца». Эта местность включала, в частности, и ту территорию, на которой была воздвигнута церковь.
На Городище вокруг церкви существовал Спасо-Нередицкий, или Спас на Городище мужской монастырь (приписанный к Юрьеву монастырю). Первое упоминание о нём относится к 1322 году. В 1611 году этот монастырь был разграблен шведами, а в 1764 году его упразднили.
В 1903—1904 годах под руководством архитектора Петра Покрышкина была проведена первая реставрация храма. После реставрации Николай Рерих недовольный реставрацией церкви, писал, обращаясь к художникам: «Спешите, товарищи, зарисовать, снять, описать красоту нашей старины. Незаметно близится конец её. Запечатлейте чудесные обломки прошлого для будущих зданий жизни».
В период Великой Отечественной войны всемирно известный памятник почти полностью погиб. «Отступая, русская армия оставила Новгород и закрепилась на оборонительном рубеже Липна — Нередица — Кириллов — Ковалёво — Волотово, то есть по руслу Волховца. Противостояние двух сил продолжалось около полутора лет, в течение которых древние храмы на линии нашей обороны, превращённые в долговременные огневые точки, подвергались систематическому артиллерийскому обстрелу. Одной из первых, ещё в августе — октябре 1941 года, погибла Нередица. Она была разрушена более чем наполовину: уцелели лишь те части здания, которые оказались под завалами рухнувшего купола, сводов и верхних стен. Погибла и вся — за очень немногими исключениями — роспись храма. Была сожжена деревня Нередица. Полностью разрушено Городище с Благовещенской церковью».

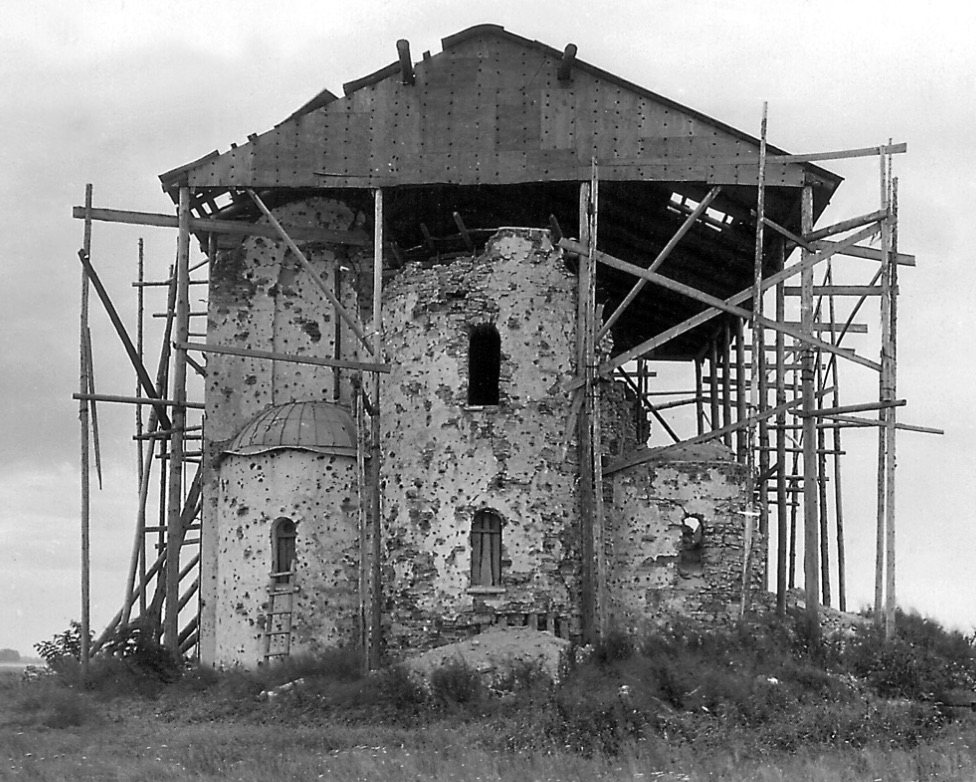
Руины церкви с защитным шатром в 1947 году

Благодаря сохранившимся описаниям, копиям и фотографиям, иконографический материал из храма Преображения на Нередице остаётся одним из наиболее употребляемых в сравнительном анализе. Работы по спасению памятника начались в 1944 году. До 1947 года под руководством своего первого директора С. Н. Давыдова новгородские специальные научно-реставрационные производственные мастерские провели раскопки и укрепление руин церкви, завершив консервацию и создав проект реставрации памятника. Первоочередными раскопками, сбором фрагментов фресок и консервацией занималась Л. М. Шуляк, ст. архитектор мастерских. Обмеры руин выполнила архитектор В. Н. Захарова. До 1954 года консервационными работами занимался также художник-реставратор Н. В. Перцев. Полностью завершить проект реставрации удалось только в 1957 году. На этом этапе работой руководил Г. М. Штендер, внесший коррективы в проект Давыдова.
В 2001 году Новгородская архитектурно-археологическая экспедиция провела раскопки внутри храма. Среди прочих многочисленных находок, за изъятой подсыпкой под пол были обнаружены участки первоначальной живописи 1199 года и гробница с останками князя Афанасия Даниловича, младшего брата Юрия и Ивана Даниловичей, захороненного здесь, по летописным источникам, в 1322 году.
Комплексная архитектурная реставрация церкви Спаса Преображения на Нередице завершилась в 2004 году.

## Внутреннее убранство
Фрески Нередицы — наиболее ценный памятник новгородской монументальной живописи XII века. Росписи занимали всю поверхность стен и представляли собой один из уникальных и наиболее значительных живописных ансамблей России. Росписи активно изучались и описывались от начала до 1930-х годов.
Акварельные копии нередицких фресок, исполненные в 1862 году художником Николаем Мартыновым, были показаны в 1867 году на Всемирной выставке в Париже и заслужили диплом и бронзовую медаль.
По оценкам второй половины 1930-х годов, росписи Спаса на Нередице были целостным по своей композиции фресковый цикл, сохранившийся «почти целиком, со сравнительно незначительными утратами».
Кроме фресок, на стенах церкви обнаружены граффити. Последовательность из сокращённо записанных названий дней недели, аналогичная граффити в церкви Спаса на Нередице, найдена в Спасо-Преображенском соборе в Переславле-Залесском.

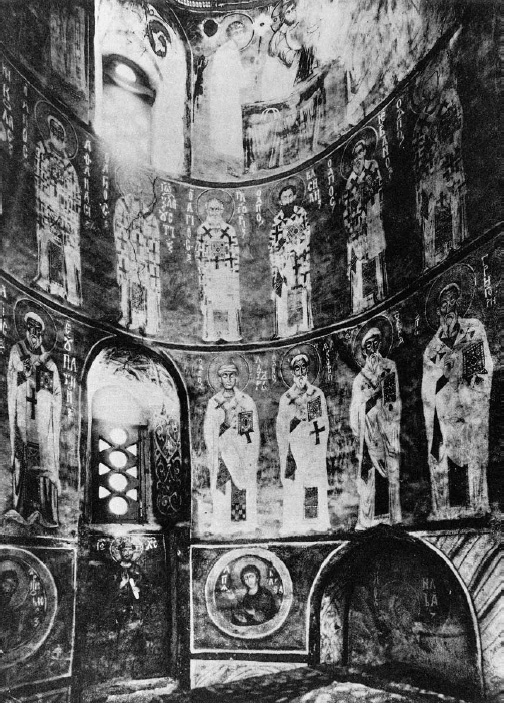
Интерьер церкви (фото сделано до 1917 года)
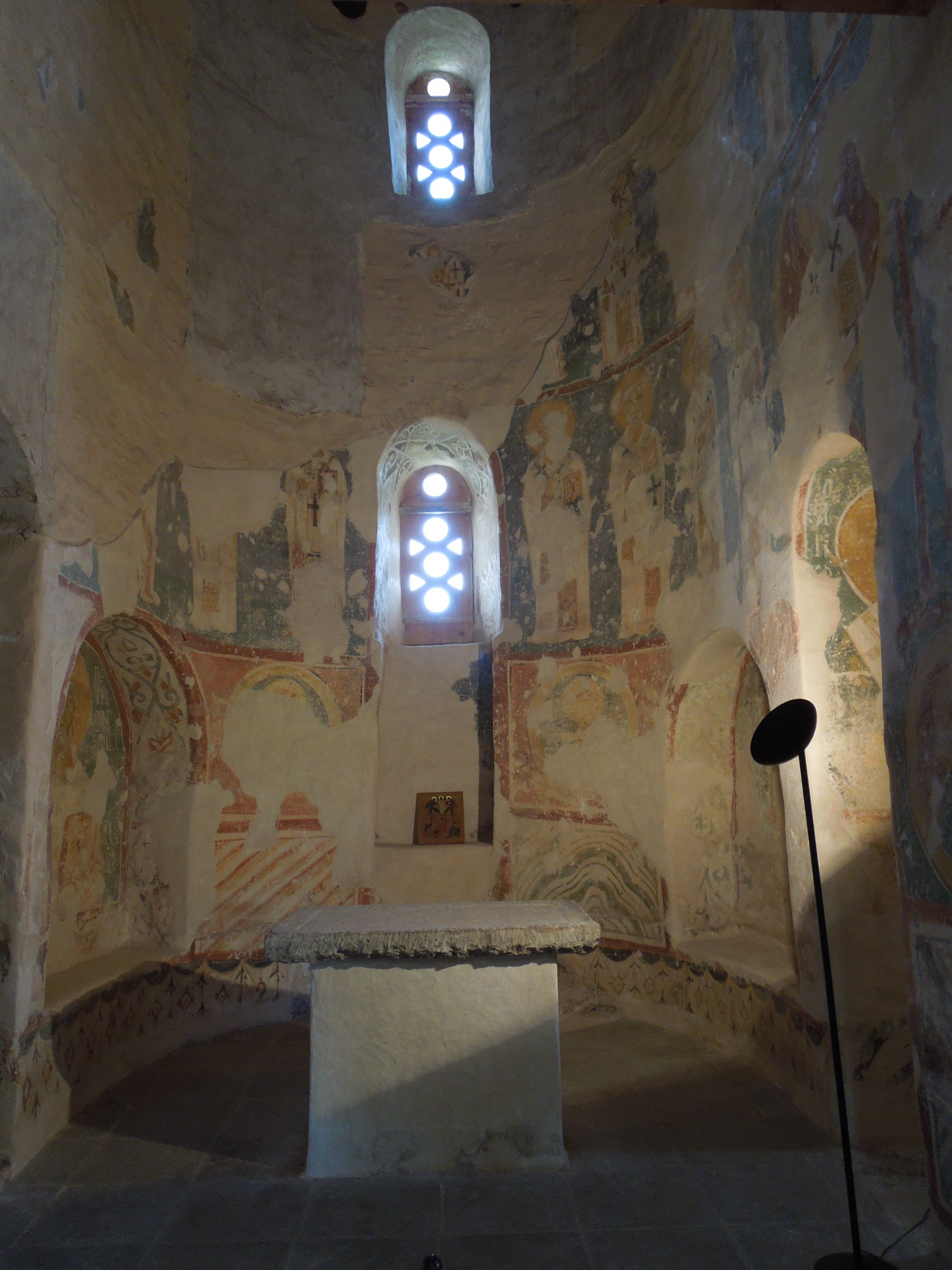
Интерьер церкви (фото 2014 года)
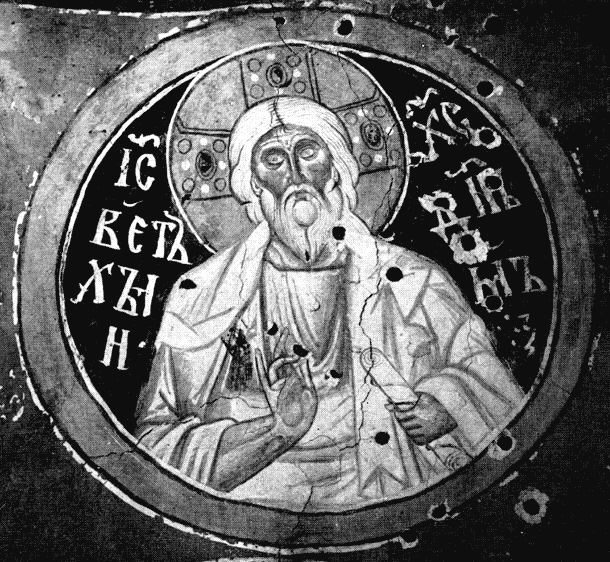
«Ветхий денми» (фото 1930-х годов)
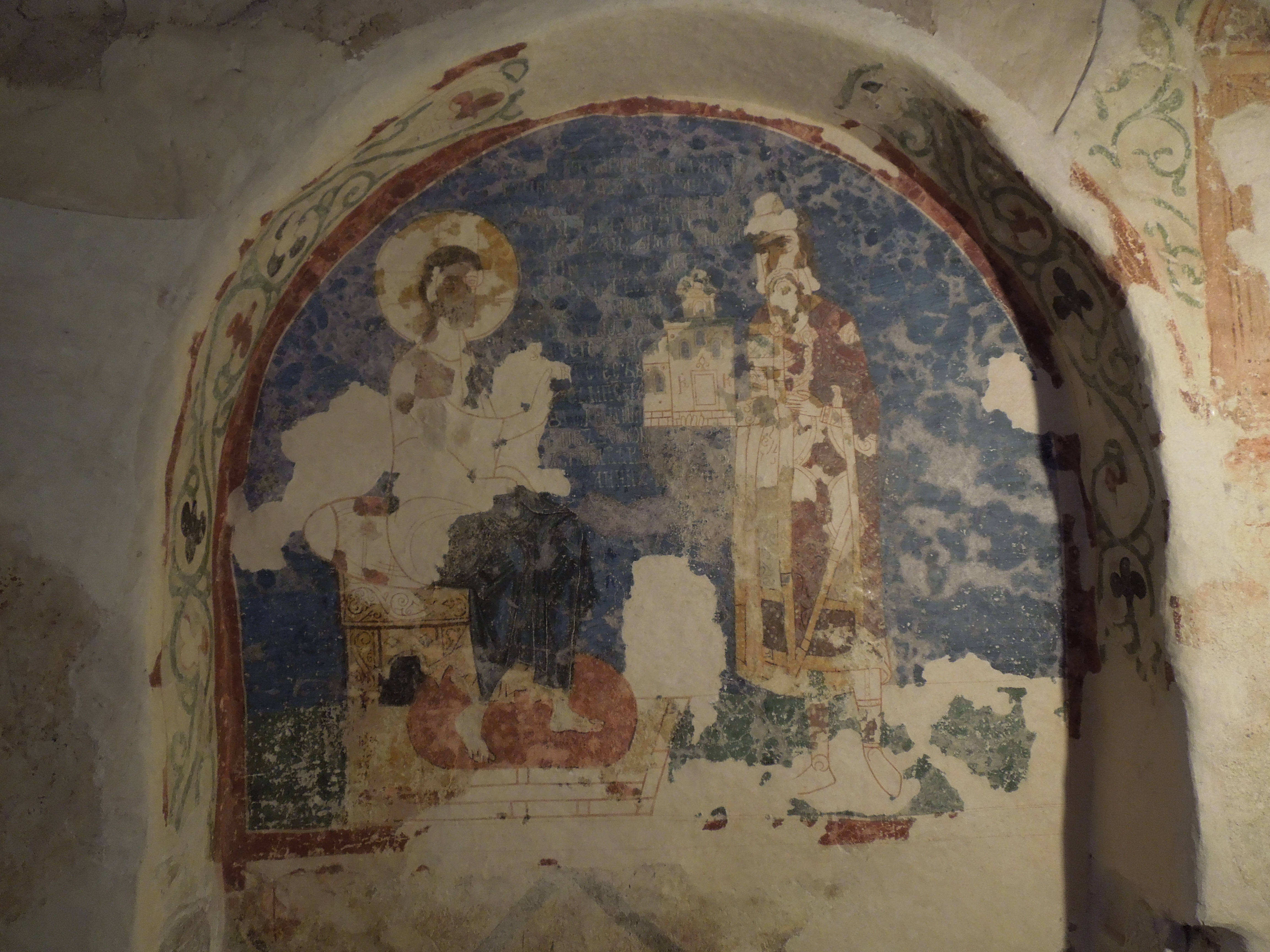
«Князь Ярослав Владимирович подносит Христу модель церкви»
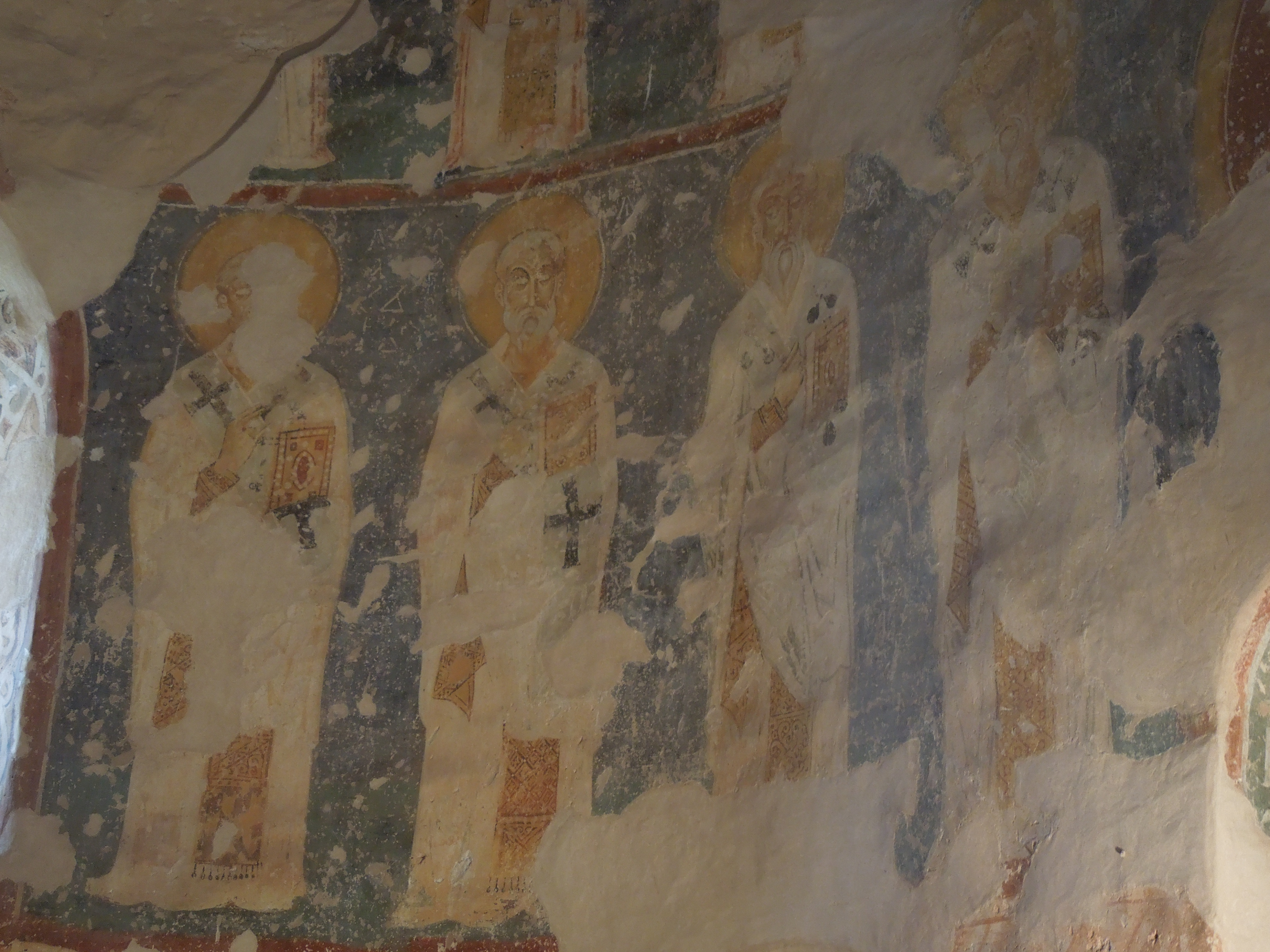
«Святители»
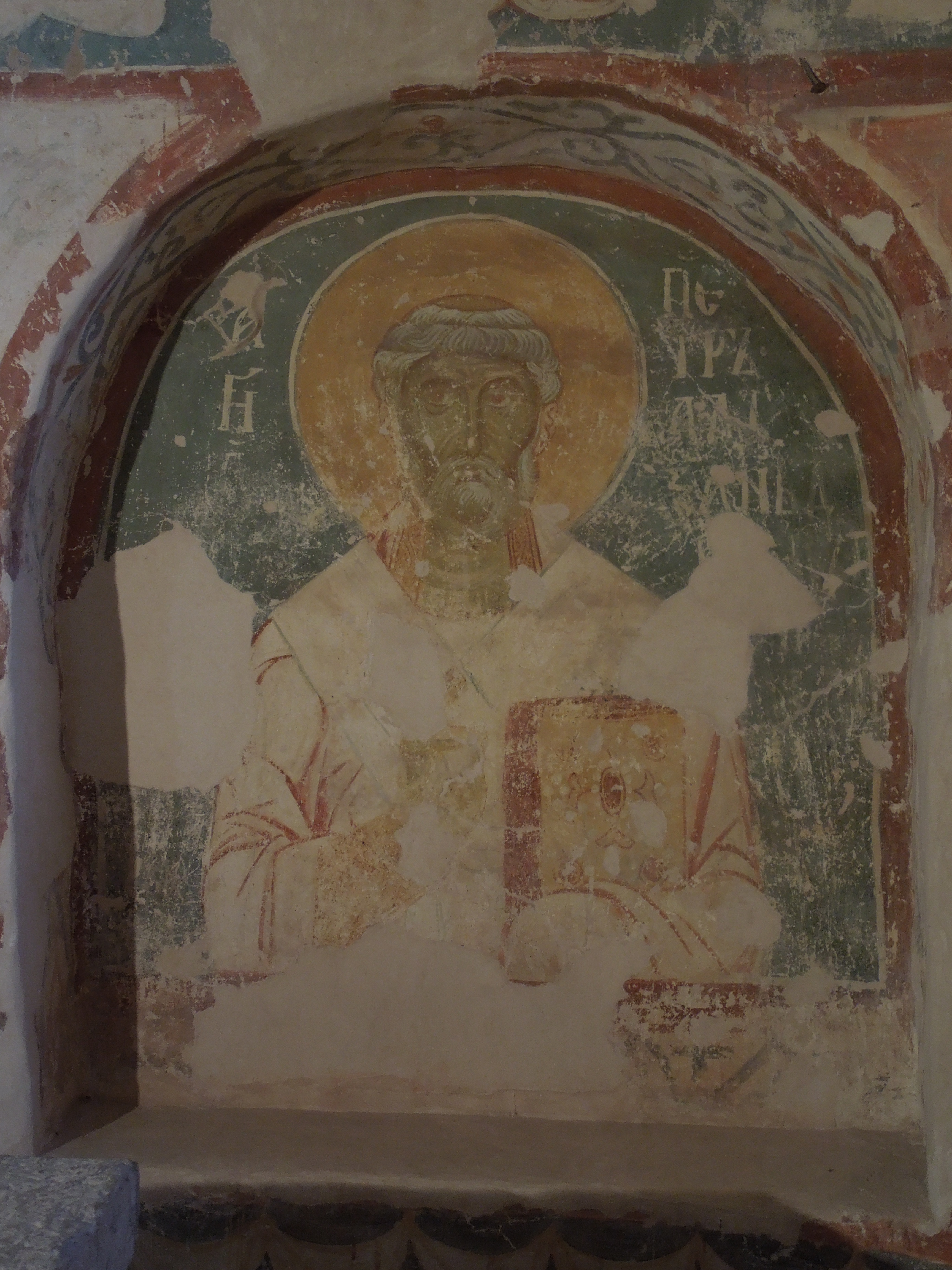
«Пётр Александрийский»
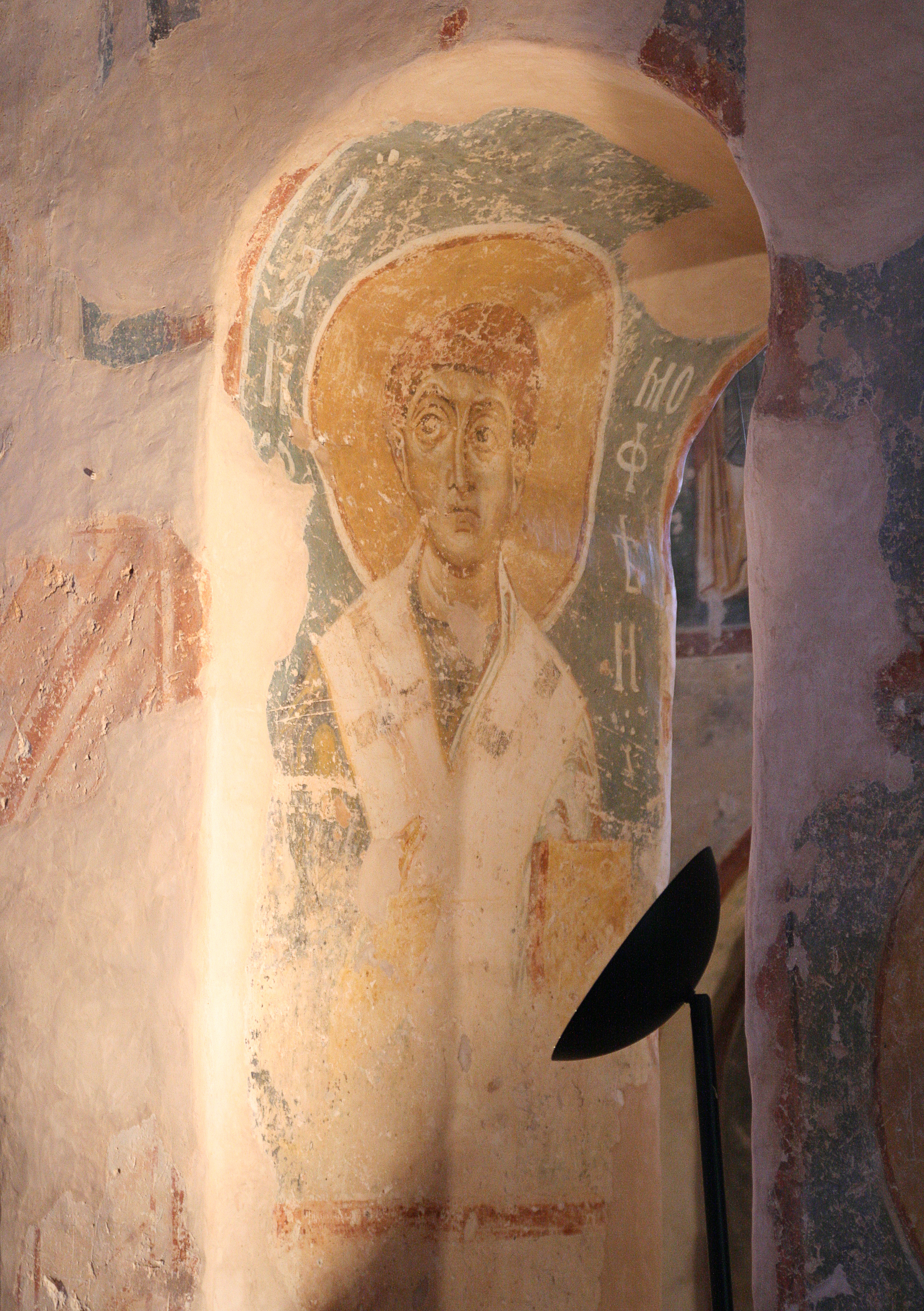
«Святой Тимофей»
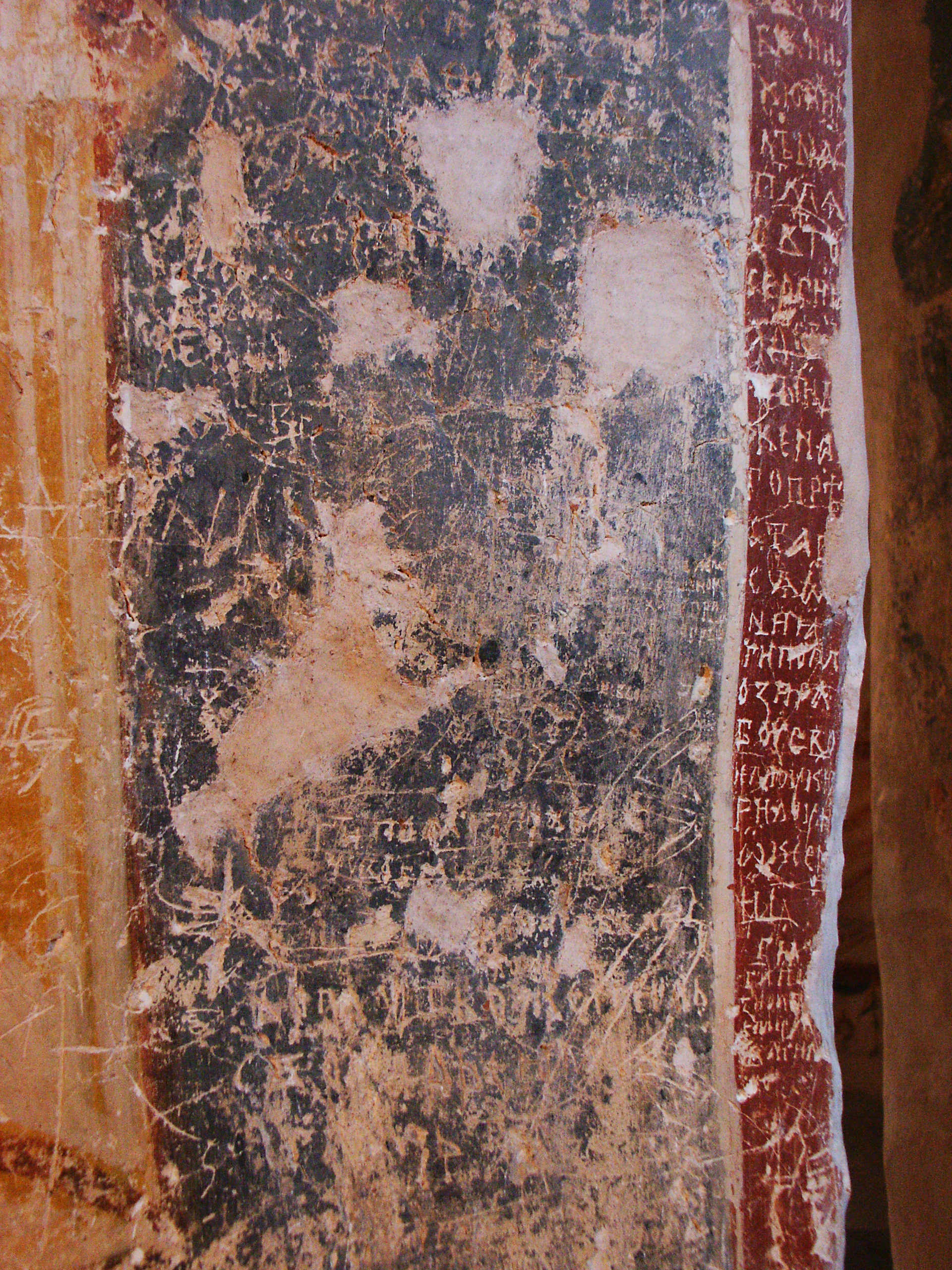
Часть стены со средневековыми граффити

## Современное состояние
В настоящее время, кроме изредка совершаемых молебнов, богослужения не проводятся. Открыта как музейный объект. По решению ЮНЕСКО в 1992 году церковь Спаса на Нередице включена в список всемирного наследия вместе с рядом других памятников Новгорода и его окрестностей (см. статью Исторические памятники Новгорода и окрестностей).

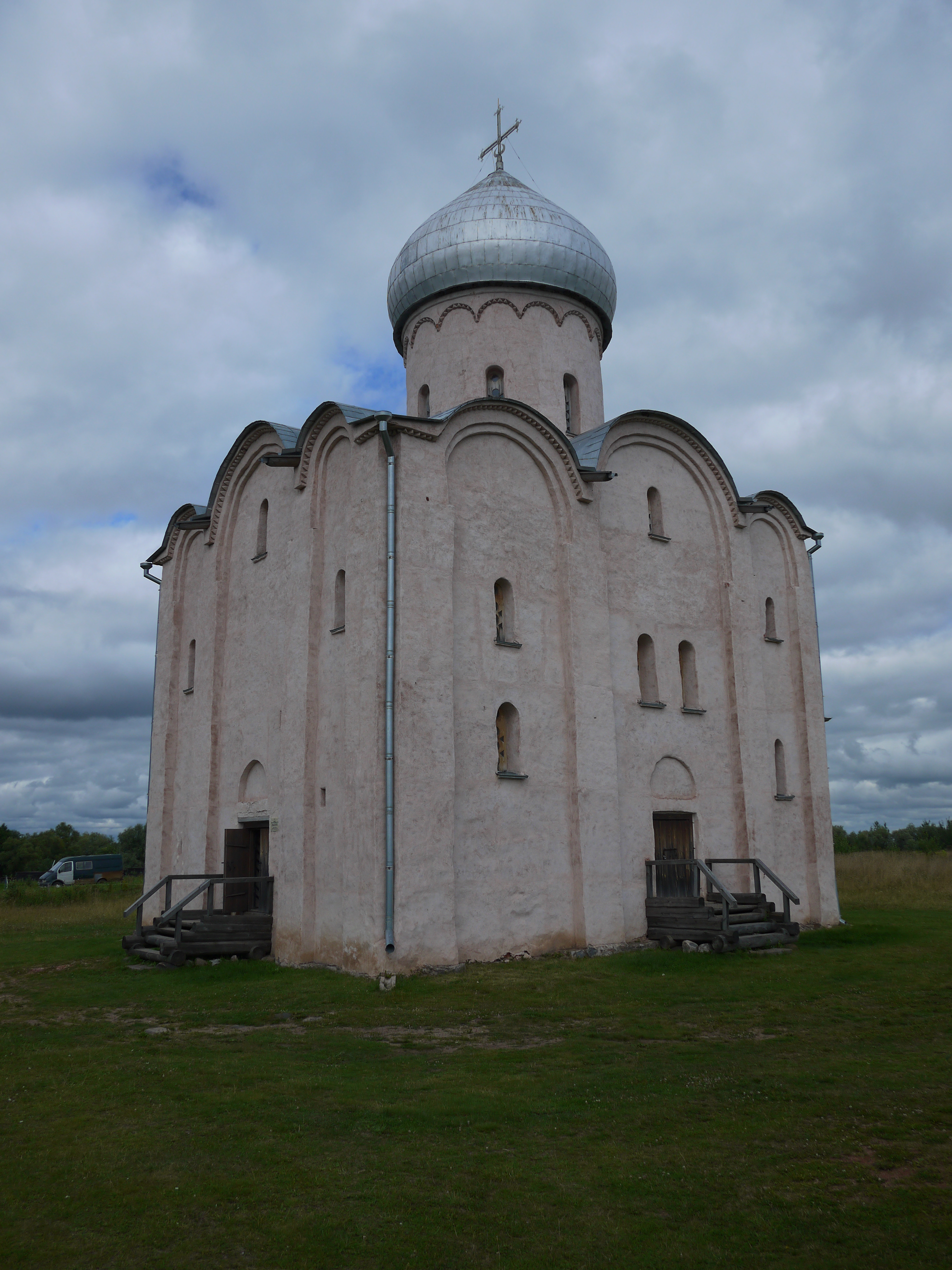
Вид с юга
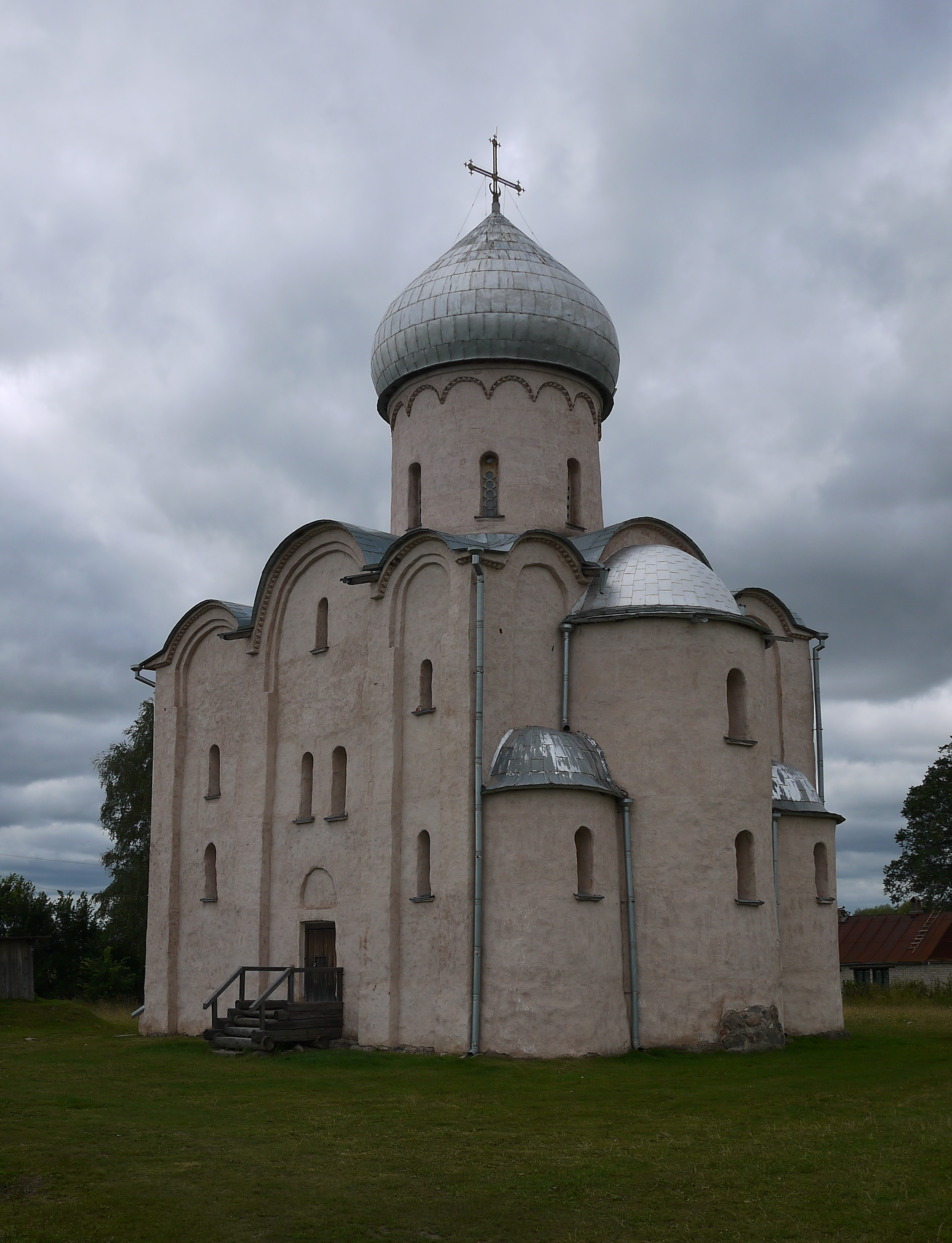
Вид с востока
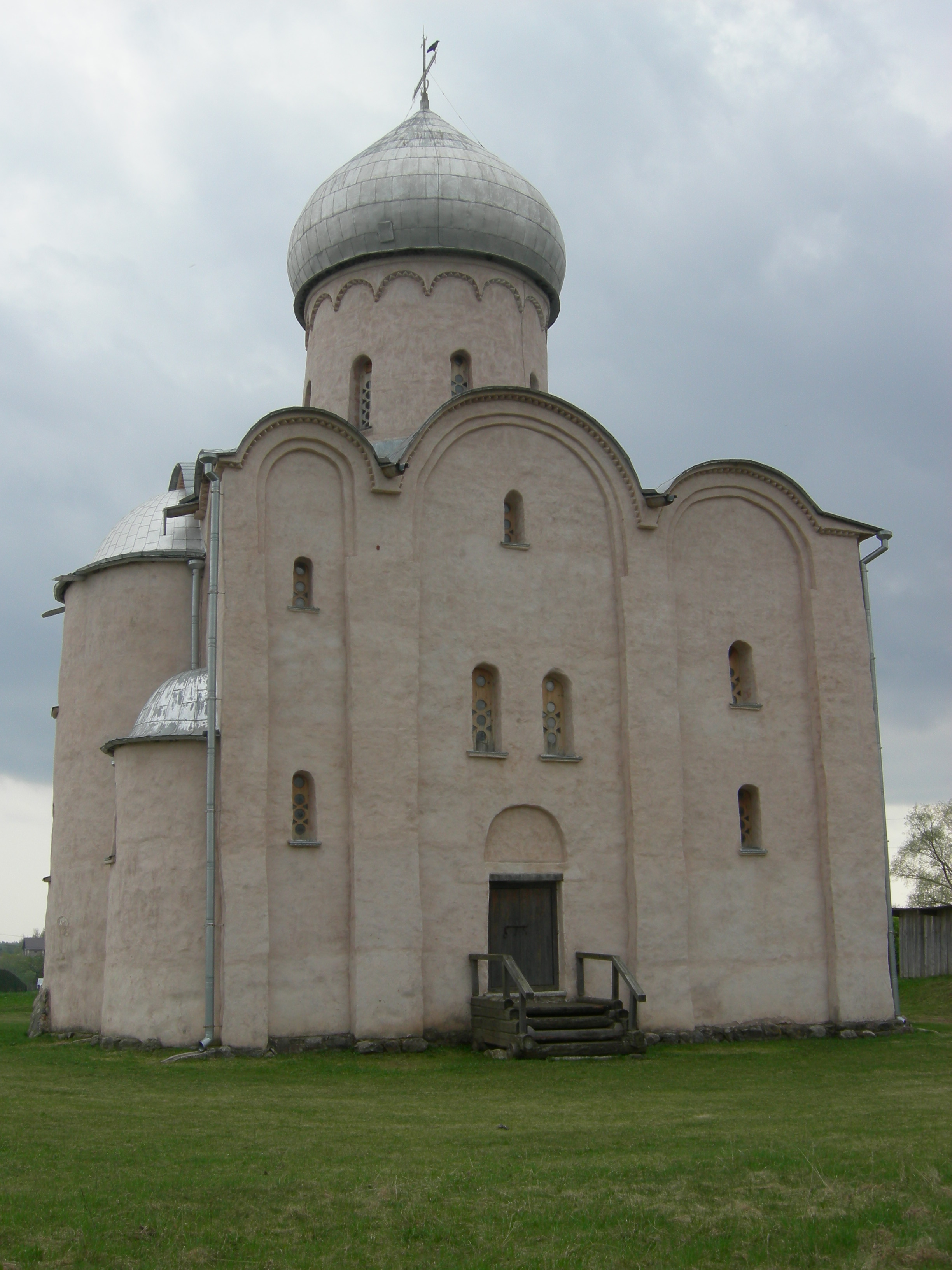
Вид с севера
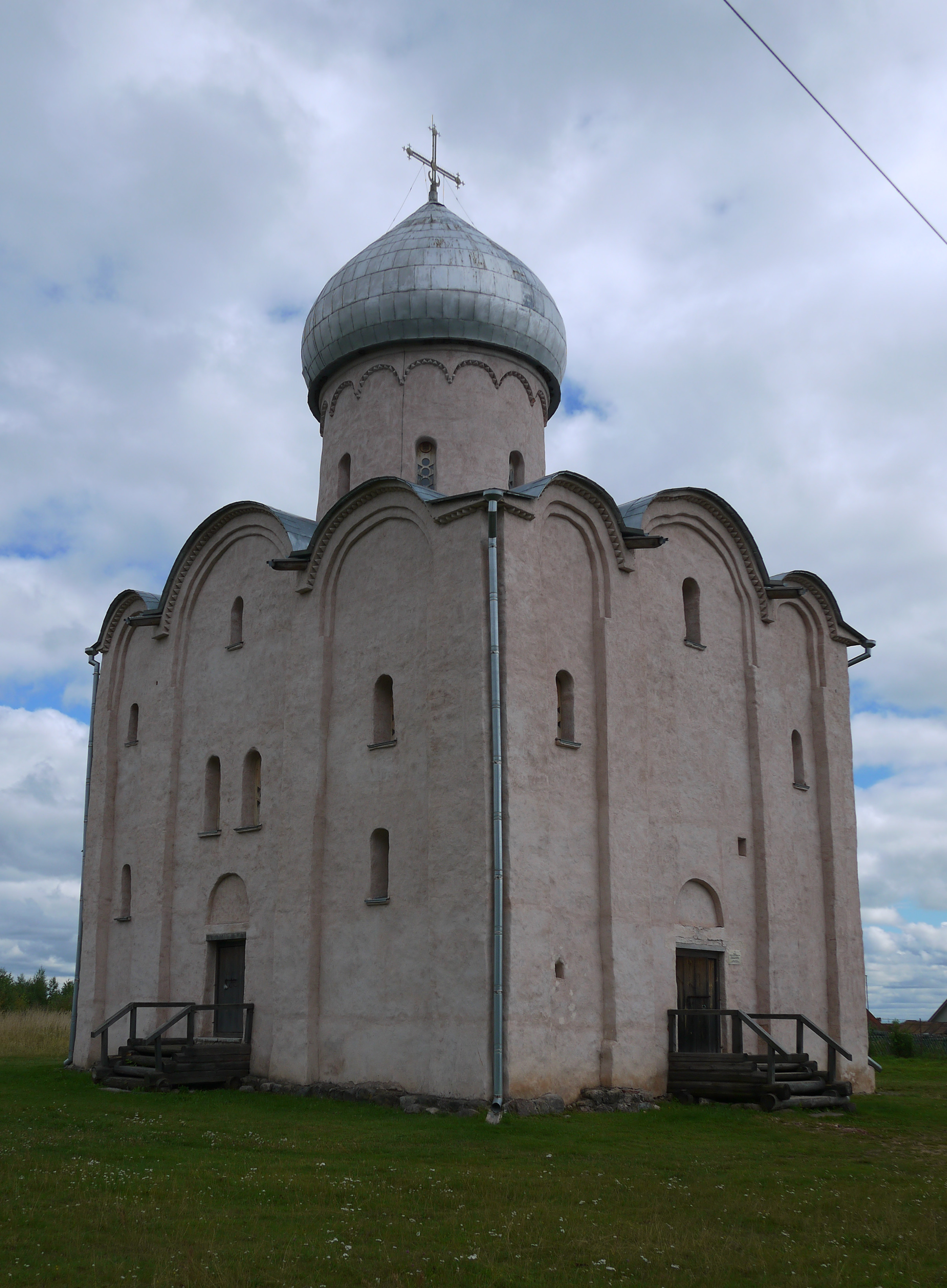
Вид с запада